# Máquina de Boltzmann

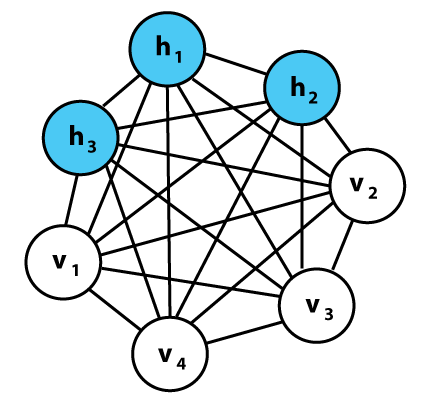
Uma representação gráfica de um exemplo de máquina de Boltzmann. Cada aresta não direcionada representa dependência. Neste exemplo, há 3 unidades ocultas e 4 unidades visíveis. Esta não é uma máquina de Boltzmann restrita.

Uma máquina de Boltzmann (também chamada de modelo Sherrington–Kirkpatrick com campo externo ou modelo estocástico de Ising), nomeada em homenagem a Ludwig Boltzmann, é um modelo de vidro de spin com um campo externo, ou seja, um modelo Sherrington–Kirkpatrick,  que é um modelo estocástico de Ising. É uma técnica de física estatística aplicada no contexto da ciência cognitiva.  Também é classificada como um campo aleatório de Markov. 
As máquinas de Boltzmann são teoricamente intrigantes devido à localidade e à natureza Hebbiana de seu algoritmo de treinamento (sendo treinado pela regra de Hebb), e por causa de seu paralelismo e da semelhança de sua dinâmica com processos físicos simples. As máquinas de Boltzmann com conectividade irrestrita não se mostraram úteis para problemas práticos em aprendizado de máquina ou inferência, mas se a conectividade for devidamente restrita, o aprendizado pode se tornar eficiente o suficiente para ser útil para problemas práticos. 
Elas são nomeadas com base na distribuição de Boltzmann em mecânica estatística, que é usada em sua função de amostragem. Elas foram amplamente popularizadas e promovidas por Geoffrey Hinton, Terry Sejnowski e Yann LeCun em comunidades de ciências cognitivas, particularmente em aprendizado de máquina,  como parte de "modelos baseados em energia", porque os hamiltonianos de vidros de spin como energia são usados como ponto de partida para definir a tarefa de aprendizagem. 

## Estrutura
Uma máquina de Boltzmann, como um modelo de Sherrington-Kirkpatrick, é uma rede de unidades com uma "energia" total (Hamiltoniana) definida para toda a rede. Suas unidades produzem resultados binários. Os pesos da máquina de Boltzmann são estocásticos. A energia global {\displaystyle E} em uma máquina de Boltzmann é idêntica em forma à das redes de Hopfield e dos modelos de Ising:
{\displaystyle E=-\left(\sum _{i<j}w_{ij}\,s_{i}\,s_{j}+\sum _{i}\theta _{i}\,s_{i}\right)}
Onde:
- {\displaystyle w_{ij}} é a força de conexão entre a unidade 𝑗 e a unidade 𝑖.
- {\displaystyle s_{i}} é o estado, {\displaystyle s_{i}\in \{0,1\}}, da unidade {\displaystyle i}.
- {\displaystyle \theta _{i}} é o viés da unidade 𝑖 na função de energia global. ({\displaystyle -\theta _{i}} é o limite de ativação da unidade.)

Muitas vezes os pesos {\displaystyle w_{ij}} são representados como uma matriz simétrica {\displaystyle W=[w_{ij}]} com zeros na diagonal.